# سونيكا
سونيكا هي مغنية مؤلفة غرينادية، ولدت في 21 أكتوبر 1988 في سانت جورجز في غرينادا.